# 奥卡纳
奥卡纳（法語：Ocana，法語發音：[ɔkana]）是法国南科西嘉省的一个市镇，属于阿雅克肖区。

## 地理
奥卡纳（41°57'34"N, 8°56'4"E）面积26.06 平方千米，位于法国南科西嘉省，该省份位于科西嘉南部，后者为地中海西部的一座岛屿，也是法国的一个单一领土集体，位于法国大陆部分的东南面，意大利半島的西面，最临近的地块是撒丁岛。
与奥卡纳接壤的市镇（或旧市镇、城区）包括：巴斯泰利卡恰、库托利-科尔蒂基亚托、托拉。

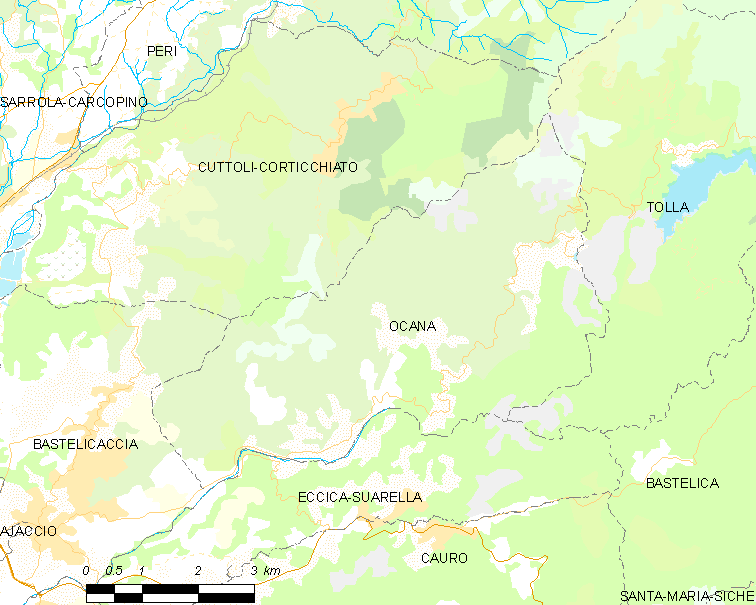
奥卡纳的OSM定位图

奥卡纳的时区为UTC+01:00、UTC+02:00（夏令时）。

## 行政
奥卡纳的邮政编码为20117，INSEE市镇编码为2A181。

## 政治
奥卡纳所属的省级选区为格拉诺瓦-普鲁内利县。

## 人口

1962-2008年间奥卡纳人口变化图示

奥卡纳于2022年1月1日时的人口数量为643人。